# Беєвський курган
Беєвський курган (Беєва Могила) розташований біля північної частини селища Пантелеймонівка (Донецька область, Україна). Серед місцевого населення зветься «Беєвська гора».
Являє собою природну гору, де близько 18—17 ст. до зв. е. за часів бабінської культури в епоху середньої бронзи було здійснено поховання чоловіка-воїна, перекрите курганним насипом, що складається із землі, дерева та каміння. Розміри кургану: до 100 метрів у діаметрі, 16 метрів заввишки.
У 1990 р. експедицією Донецького обласного краєзнавчого музею (кер. Ю. Б. Полідович) на кургані проводилися розкопки, всі знайдені артефакти зберігаються в краєзнавчому музеї Донецька та в музеї історії Горлівки.
Наразі курган варварськи знищений (вибором ґрунту та піску для будівельних робіт).

## Схема кургану
У Беєвському кургані було три поховання. Цифрою 1 (див. схему) позначений головний склеп, в якому був похований вождь, два інші поховання було зроблено пізніше.